# Katarzyna Duda (skrzypaczka)
Katarzyna Duda (ur. 22 grudnia 1973 w Warszawie) – polska skrzypaczka. Artystka gra na instrumencie włoskim z początku XIX wieku, zarówno muzykę poważną jak i lżejsze utwory jazzowe. Posiada repertuar zawierający dzieła od baroku po muzykę współczesną.

## Edukacja
Studia odbywała w mistrzowskiej klasie skrzypcowej Tibora Vargi w Ecole Supérieure de Musique w Sion w Szwajcarii. Dyplom Uniwersytetu Muzycznego Fryderyka Chopina w Warszawie uzyskała eksternistycznie pracując pod opieką Jana Staniendy. Na XVII Ogólnopolskim Tygodniu Talentów decyzją krytyków muzycznych została objęta ogólnopolską promocją. Stypendystka m.in. Interlochen Academy of Arts w USA.
Stypendystka Krajowego Funduszu na rzecz Dzieci.

## Koncerty
Koncertowała z orkiestrami: Orchestre de Chambre de Lausanne, Orquesta Sinfonica de Veracruz, European Union Chamber Orchestra, Orkiestra Kameralna Polskiego Radia i Telewizji Amadeus w Poznaniu, Orkiestra Filharmonii w Hradcu Králové, Capella Petersburg, Orkiestra Symfoniczna Filharmonii Narodowej w Warszawie, Janáček Chamber Orchestra, Neue Ruhr Kammerphilharmonie, Orquesta Sinfonica del Estado de Mexico pod batutą takich dyrygentów jak m.in.: Enrique Batiz, Jesús López Cobos, Agnieszka Duczmal, Lavard Skou Larsen, Jorge Mester, Dalia Atlas, Mykola Dyadyura. Występowała wspólnie m.in. z Konstantym Andrzejem Kulką, Waldemarem Malickim, Michałem Urbaniakiem, Janem Staniendą i Krzesimirem Dębskim.

## Płyty
Jej pierwsza płyta pod tytułem "Le Streghe", którą artystka nagrała z pianistą Waldemarem Malickim, z repertuarem wirtuozowskim na skrzypce z towarzyszeniem fortepianu, została nominowana do nagrody Fryderyk w 2000 jako jedyna płyta z udziałem skrzypiec solo.
W jej drugiej płycie "Le Streghe 2" artystce towarzyszyła Orkiestra Kameralna Wratislavia pod batutą Jana Staniendy. Również i ta płyta uzyskała nominację do nagrody Fryderyk '2001. Artystka nagrała także płytę z muzyką skrzypcową Tadeusza Paciorkiewicza.
W 2009 ukazała się płyta A Simple Classic Album nagrana z gitarzystą klasycznym Waldemarem Gromolakiem oraz z gościnnym udziałem Anny Marii Jopek.

## Nagrody
- Paszport „Polityki” – nominacja
- Artystka jest laureatką Międzynarodowego Konkursu Skrzypcowego Tibora Vargi w Sion w Szwajcarii oraz Międzynarodowego Konkursu na Skrzypce Solo Tadeusza Wrońskiego w Warszawie. Na konkursie Tibora Vargi zdobyła również nagrodę specjalną "Prix Mozart" za najlepsze wykonanie koncertu skrzypcowego W.A. Mozarta.
- Koncert Violin Summit, w którym artystka wystąpiła obok Konstantego Kulki, Krzesimira Dębskiego i Michała Urbaniaka otrzymał najwyższe wyróżnienie w województwie pomorskim - Pomorską Nagrodę Artystyczną Gryf 2003 w kategorii "Wydarzenie Artystyczne".